# جناح‌بندی داخلی حزب دموکرات آمریکا
حزب دموکرات ایالات متحده آمریکا یک حزب واحد نبوده بلکه از لایه‌های متفاوتی از نظر ایدئولوژی تشکیل یافته. جناح بندی داخلی حزب دموکرات آمریکا از قرار زیر است.

## جناح  دموکراتیک سوسیالیست چپ
|  |  |

این جناح منتهی‌الیه سمت چپ حزب دموکرات را تشکیل می‌دهد. الگوی سیاسی رهبران این جناح، احزاب سوسیالیست اروپایی است. سوسیالیسم دموکراتیک چپ حزب دموکرات خواهان ایفای نقش بیشتر دولت، افزایش مالیات‌ها و تأکید بیشتر بر برنامه‌های اجتماعی و رفاهی است.
در دوره فعلی کنگره ایالات متحده در سال ۲۰۲۱ شش فرد که خود را عضو حزب سوسیالیست‌های دموکراتیک آمریکا توصیف کرده‌اند حضور دارند: سناتور برنی سندرز از ورمانت و نمایندگان مجلس دنی دیویس از ایلینوی ، الکسندریا اوکاسیو کورتز و جمال بومن از نیویورک، رشیده طلیب از میشیگان و کوری بوش از میزوری؛ تمامی این افراد در کنگره اعضای حزب دموکرات هستند، به استثنای سندرز، که به عنوان یک مستقل با دموکرات های سنا هم‌پیمان است.

## جناح چپ میانه

### لیبرال های سنتی

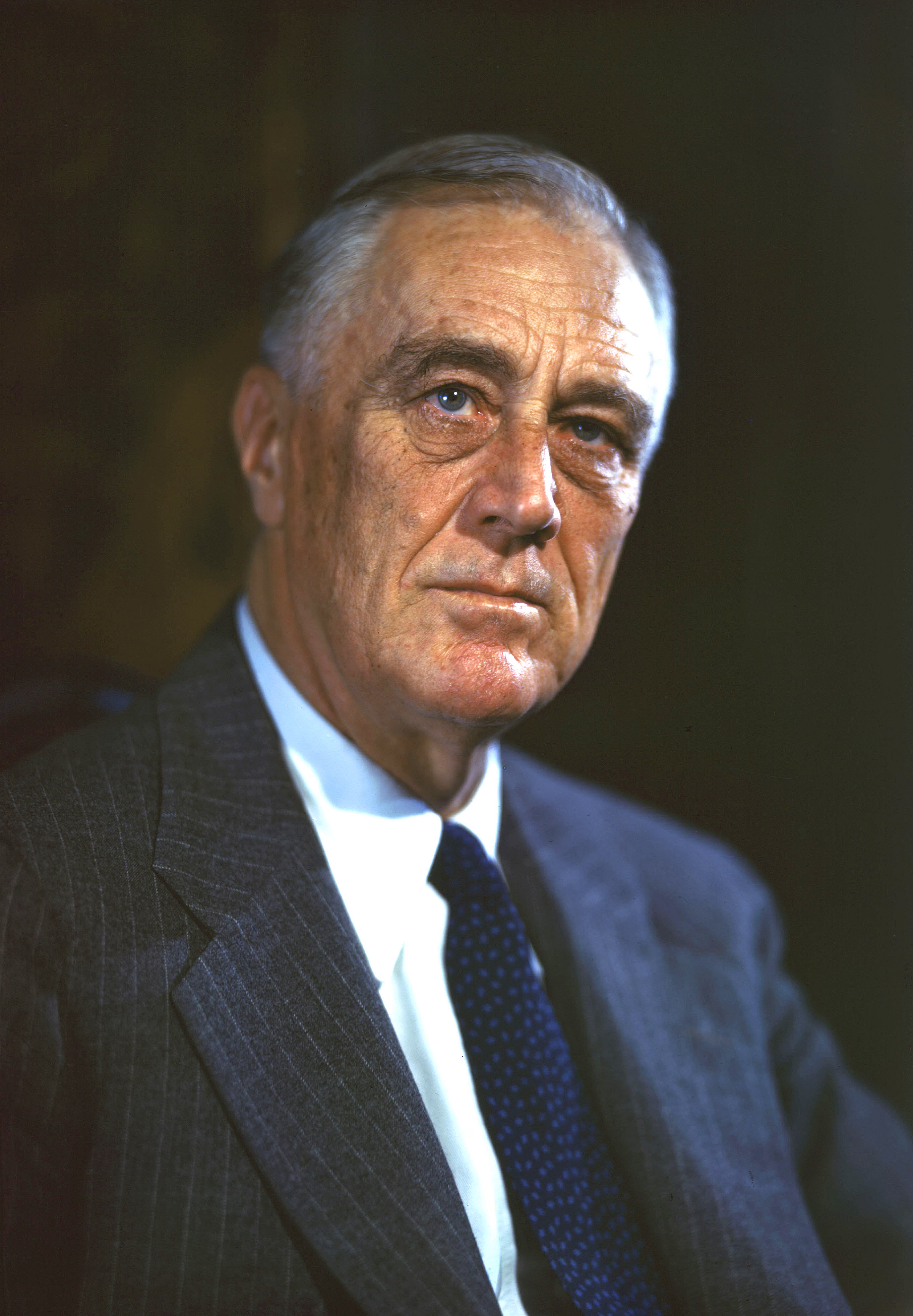
رئیس جمهور فرانکلین روزولت

اولین رئیس جمهور معاصر که خود را لیبرال توصیف کرد، فرانکلین روزولت بود که طرح نیو دیل را اجرا کرد، مجموعه ای از طرح های لیبرال اجتماعی که بین سالهای ۱۹۳۳ تا ۱۹۳۸ در ایالات متحده به تصویب رسید. در دهه ۱۹۴۰ ، دموکرات های لیبرال فشار برای پایان جدایی نژادی  و قوانین مدنی برای اقلیت های نژادی را آغاز کردند و در دهه ۱۹۶۰ ، دموکرات های لیبرال فشار برای اصلاح قوانین مهاجرت و کنترل اسلحه را شروع کردند. علاوه بر نیو دیل ، روسای جمهور دموکرات از برنامه های برجسته لیبرالی مانند مرز جدید جان اف. کندی و جامعه بزرگ لیندون بی. جانسون حمایت می کردند ، که در نهایت منجر به مدیکید و مدیکر شد. در طول جنگ سرد ، جنبش لیبرال ضد کمونیستی بود. از دهه ۱۹۷۰، دموکرات های لیبرال بر حقوق شهروندی افراد معلول، حمایت از مصرف کننده، محیط زیست، حقوق افراد ال‌جی‌بی‌تی  و پایان دادن به مجازات اعدام تأکید کردند.
تاریخ دان دیوید گرینبرگ می نویسد:

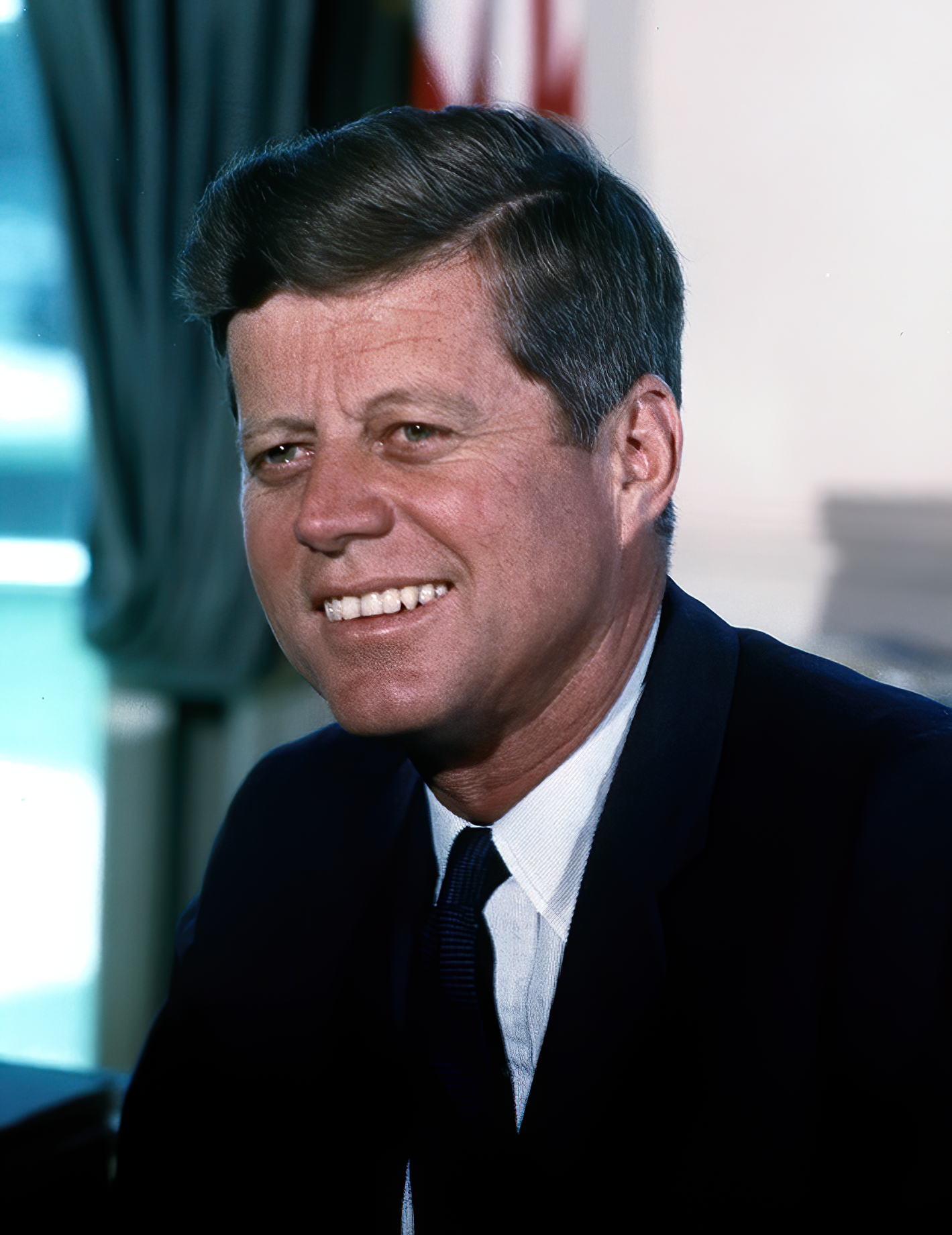
رئیس جمهور جان اف. کندی

لیبرالیسم فلسفه حاکم بر حزب دموکرات از زمان فرانکلین روزولت بوده است : آموزه ای از آزادی ، برابری ، عدالت و حقوق فردی که در عصر جدید ، به یک دولت فدرال قوی و پرنفوذ برای اجرای قانون متکی است. اگر چه این حزب از نظر ایدئولوژیک متنوع باقی مانده است ، از میانه رو تا محافظه کار ... از چپ تا رادیکال .... با این وجود برجسته ترین دموکراتها ، مانند معاون رئیس جمهور سابق جو بایدن ،نانسی پلوسی ، باراک اوباما و هیلاری کلینتون ، لیبرال هستند.
دوران ریاست جمهوری باراک اوباما نسبتاً بیشتر از دوره بیل کلینتون متمایل به چپ بود. دستاورد اصلی قانونگذاری دولت اوباما ، تصویب لایحه حفاظت از بیمار و مراقبت مقرون‌به‌صرفه (اوباماکر) ، به طور کلی در میان دموکرات های لیبرال مورد حمایت قرار گرفت. در مورد ترقی خواهی اجتماعی؛ لیبرال دموکراتها به گسترش حقوق ال‌جی‌بی‌تی، قوانین فدرال برای جرائم از روی تنفر، لغو سیاست مکزیکو سیتی، (که بعدا توسط رئیس جمهور دونالد ترامپ دوباره احیا شد.) و‌ در سیاست خارجی از برنامه جامع اقدام مشترک و عادی‌سازی روابط با کوبا حمایت کردند. در دهه ۲۰۱۰، لیبرالهای دموکرات برای قانونی‌ کردن ماری‌جوانا ، تلاش کردند و در چندین ایالت موفق شدند.
طبق یک نظر سنجی که توسط گالوپ در سال ۲۰۱۵ انجام گرفت، نشان داد که ۴۵ درصد دموکراتها خود را لیبرال می‌دانند—رشدی ۲۹ درصدی نسبت به سال ۲۰۰۰.
رئیس جمهور جو بایدن خود را یک چپ میانه توصیف کرده است.

### ترقی‌خواهان
|  |  |

امروزه ، ترقی خواهان معمولا مترادف با لیبرال ها محسوب می شوند اما گاهی اوقات گرایش بیشتری به چپ دارند. در مسائل اجتماعی دیدگاهی بسیار ترقی خواهانه و در مورد مسائل اقتصادی ، دموکرات های مترقی به طور کلی اقتصاد کینزی یا یک سیستم اقتصادی مختلط دولتی و غیردولتی را ترویج می کنند.
کاندیداهای دموکرات ترقی‌خواه در انتخابات از حمایت عمومی در کلانشهرهای ایالات شمالی برخوردار بوده‌اند.از اعضای ترقی‌خواه مجلس سنا می توان به الیزابت وارن(ماساچوست)، جف مارکلی(اورگن)، شرود براون(اوهایو) و ایمی کلوبشار(مینه‌سوتا)اشاره کرد.
معاون رئیس جمهور کامالا هریس در دوران حضورش در سنا چپ گرا ترین ترقی‌خواه توصیف می شد.

## جناح میانه

### میانه‌رو ها

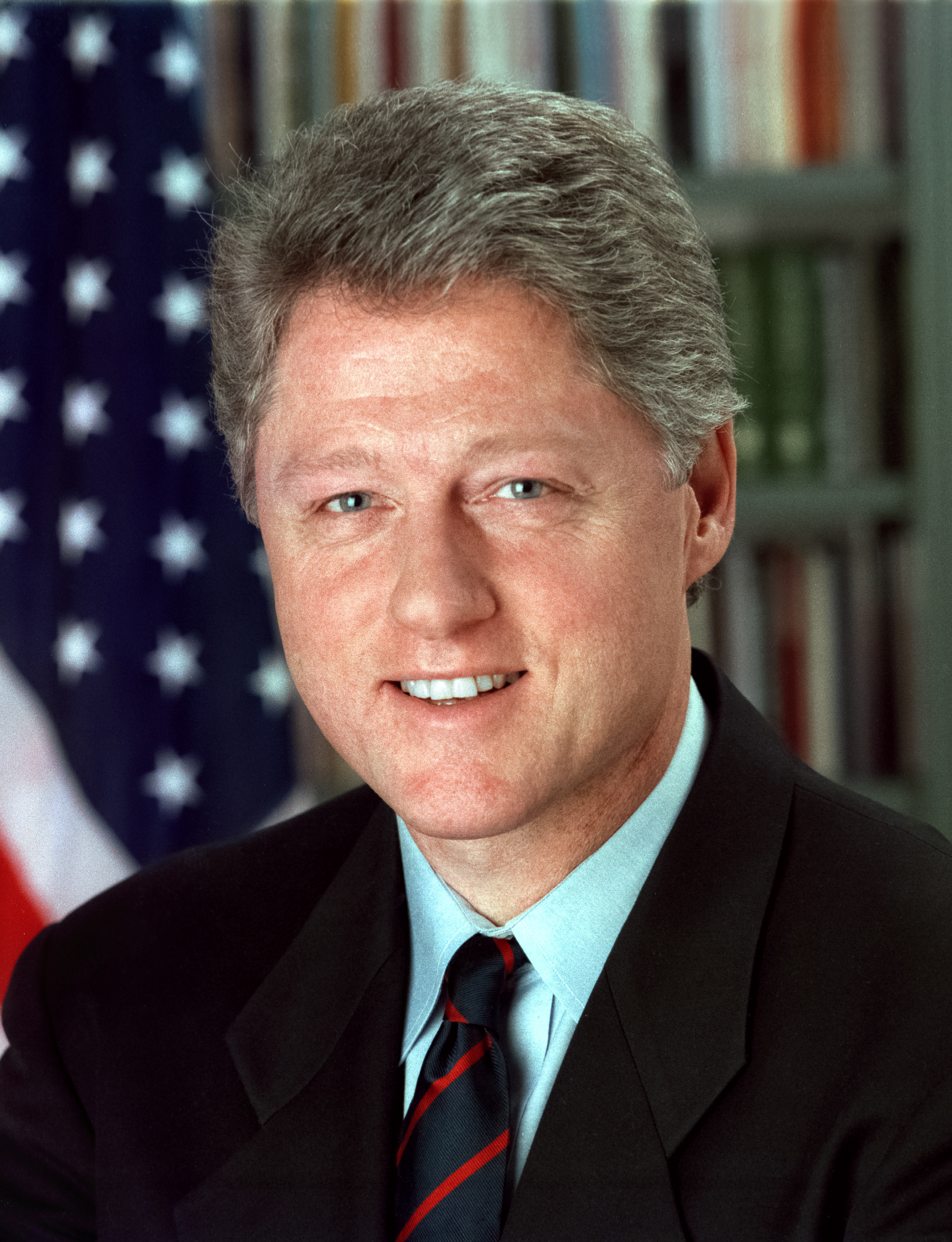
رئیس جمهور بیل کلینتون، از شاخص ترین چهره های میانه‌رو حزب.

این جناح در میان دو جناح چپ (سوسیال دموکراتیک چپ و لیبرال‌های سنتی) و راست (محافظه کاران سبک جمهوریخواهی) قرار می‌گیرند. میانه روهای حزب دموکرات نه به اندازه چپ‌ها منتقد نظام سرمایه داری هستند و نه به اندازه راست‌ها از اقتصاد آزاد و عدم دخالت دولت در اقتصاد حمایت می‌کنند. از نظر میانه روها باید میان عدالت اجتماعی و رشد اقتصادی توازی برقرار شود. آنها به عنوان جناح راه سوم حزب ، از لیبرالیسم اجتماعی حمایت می كنند اما مواضع مالی میانه‌رو تا محافظه كارانه‌ای دارند. دموکرات های جدید از اواخر دهه ۱۹۸۰ تا اواسط دهه ۲۰۱۰ بر حزب سلطه داشتند.

### محافظه کاران

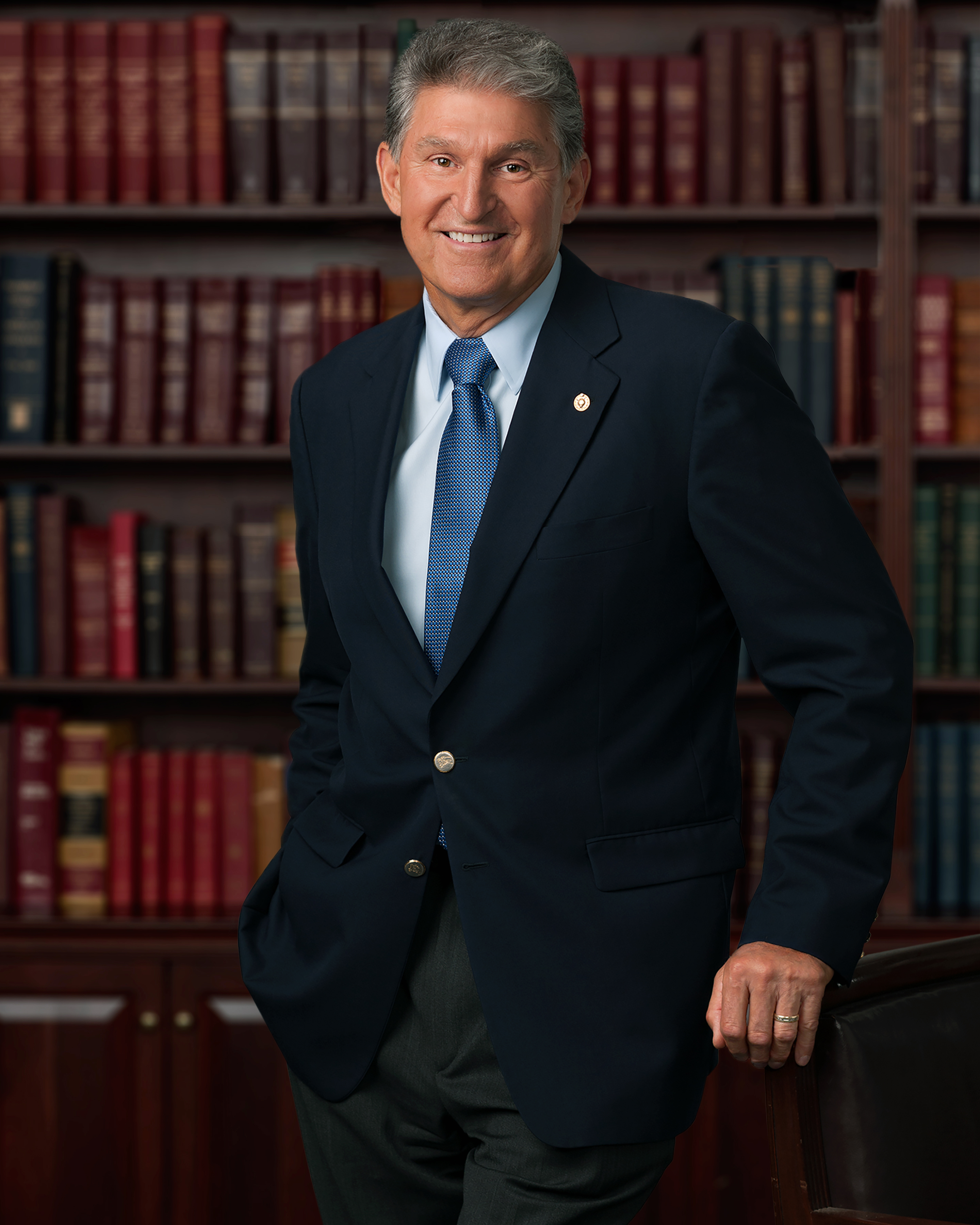
سناتور جو منشن، یک دموکرات محافظه کار در سناست.

امروزه ، دموکرات های محافظه کار معمولاً به عنوان اعضای حزب دموکرات که به طور کلی از بقیه اعضای حزب محافظه‌کار تر هستند، قلمداد می شوند. دموکرات های محافظه کار از نظر ایدئولوژی متفاوت هستند. برخی از آنها از نظر مالی محافظه کار و در عین حال از نظر اجتماعی لیبرال هستند،تا حدودی شبیه جمهوری خواهان میانه رو. در حالی که برخی دیگر دارای ایدئولوژی چپ‌گرا تری هستند - یعنی از نظر اجتماعی معتدل اما طرفدار مداخله اقتصادی واجد شرایط دولت- و یادآور دموکرات های مسیحی در اروپا و آمریکای لاتین است. در مورد سیاست خارجی ، دموکرات های محافظه کار معمولاً مانند یک لیبرال هستند.

## نتایج انتخابات

### تعداد در مجلس نمایندگان از دموکرات ها
| سال  | ائتلاف بلو داگ (محافظه‌کاران/میانه‌رو ها) | ائتلاف دمکرات های نو (میانه‌رو ها/لیبرال ها) | ائتلاف ترقی‌خواهان کنگره (ترقی‌خواهان) | سوسیالیست های دموکراتیک آمریکا |
| ---- | --------------------------------------- | ------------------------------------------- | ------------------------------------ | ------------------------------ |
| ۲۰۰۸ | ۵۶ از ۲۵۷                               | ۵۹ از ۲۵۷                                   | ۷۱ از ۲۵۷                            | —                              |
| ۲۰۱۰ | ۲۶ از ۱۹۳                               | ۴۲ از ۱۹۳                                   | ۷۷ از ۱۹۳                            | —                              |
| ۲۰۱۲ | ۱۴ از ۲۰۰                               | ۵۳ از ۲۰۰                                   | ۶۸ از ۲۰۰                            | —                              |
| ۲۰۱۴ | ۱۴ از ۱۸۸                               | ۴۶ از ۱۸۸                                   | ۶۸ از ۱۸۸                            | —                              |
| ۲۰۱۶ | ۱۸ از ۱۹۳                               | ۶۱ از ۱۹۳                                   | ۷۸ از ۱۹۳                            | —                              |
| ۲۰۱۸ | ۲۶ از ۲۳۳                               | ۱۰۳ از ۲۳۳                                  | ۹۶ از ۲۳۳                            | ۲ از ۲۳۳                       |
| ۲۰۲۰ | ۱۸ از ۲۲۴                               | ۹۴ از ۲۲۴                                   | ۹۴ از ۲۲۴                            | ۵ از ۲۲۴                       |